# Satanic Surfers
Satanic Surfers ist eine schwedische Skatepunk-Band.

## Geschichte
Die Band wurde 1989 von Rodrigo Alfaro und Erik Kronwall gegründet. Nach einigen Besetzungswechseln wurde 1993 die Debüt-EP Skate to Hell aufgenommen. Die Band finanzierte die ersten beiden Auflagen der CD selbst. Diese verkauften sich in den nächsten Monaten über 1000 Mal. Im Jahr 1994 wurde die EP vom Label Bad Taste Records neu veröffentlicht. Zur gleichen Zeit zeigte auch das Label Burning Heart Records Interesse an der Band. Die zweite EP Keep Out, mit Sänger Ulf Erikson, erschien dort.
Noch bevor das erste komplette Album erschien, gab es eine grundsätzliche Änderung in der Bandbesetzung. Sänger Erik Kronwall verließ die Band und Schlagzeuger Rodrigo Alfaro übernahm den Gesang. Die folgenden drei Alben wurden bei Burning Heart Records veröffentlicht, wobei vor allem Hero of Our Time mit über 60.000 verkauften CDs Beachtung fand. Die Band tourten durch Europa, Australien, Kanada und die USA, u. a. mit den Bands Lagwagon, Good Riddance und Millencolin.
Im Jahr 2000 trennte sich die Band von Burning Heart Records, um zu Bad Taste Records zurückzukehren. Dort wurden in den folgenden zwei Jahren die Alben Fragments and Fractions (2000) und Unconsciously Confined (2002) veröffentlicht. Zwischen diesen beiden Alben entschied sich Rodrigo Alfaro nun vollständig auf den Gesang zu konzentrieren und überließ den Schlagzeug-Teil zunächst Martin Stevensson, einem Angestellten von Bad Taste Records. Dieser trennte sich bald danach von der Band. Erst im März 2004 wurde die Position am Schlagzeug mit Robert Samsonovitz, der zuvor bei der Band Adhesive gespielt hatte, fest besetzt. Das dritte Album Taste the Poison erschien nach einer zweijährigen Pause im Jahr 2005 ebenfalls bei Bad Taste Records.
Im März 2007 gab die Band ihre Auflösung bekannt. Am 17. Dezember 2014 kündigte das spanische Resurrection Festival jedoch ein Wiederaufleben der Band an. Stefan Larsson ersetzte Robert Samsonovitz am Schlagzeug.
Im Jahr 2015 spielten Satanic Surfers eine Reihe großer Festivals in Europa (u. a. Groezrock, Ruhrpott Rodeo, Resurrection Fest, Punk Rock Holiday, Highfield) sowie beim kanadischen Amnesia Rockfest. Es folgten zwei Tourneen durch Süd- und Mittelamerika, eine Japantour sowie eine ausverkaufte Tour durch Deutschland. Im Februar 2018 kündigten die Satanic Surfers ein neues Album mit dem Titel Back from Hell an, das im April 2018 erschien. Vorab veröffentlichte die Band bereits den Song The Usurper.
Im Oktober 2019 verließ Schlagzeuger Stefan Larsson die Band wieder, da er sich auf sein Privatleben konzentrieren wollte. Rodrigo Alfaro übernimmt seitdem wieder Schlagzeug und Gesang. 2019 folgte eine weitere Touren mit Lagwagon. Eine Europatournee 2020 mit No Fun At All entfiel aufgrund der Covid-19-Pandemie. Eine Deutschlandtour Deutschland 2022 entfiel aufgrund zu geringer Ticketverkäufe, konnte 2023 allerdings nachgeholt werden.

## Stil
Die Band kombiniert ausgeprägte Melodien und schnelle Punkrock-Rhythmen mit zum Teil sehr persönlichen aber auch politischen Texten. Aufgrund der Texte, die damals noch sehr oft vom Skaten handelten, wurden die Satanic Surfers oft als Skate-Punk-Band beschrieben. Sie gehörten zu den Bands der schwedischen „Punkrock Explosion“ in der Mitte der 1990er Jahre. Frühe Einflüsse waren Bands wie SNFU, RKL oder die Misfits.

## Diskografie
- 1991: Meathook Love (Demotape)
- 1993: Skate to Hell
- 1994: Keep Out
- 1995: Hero of Our Time
- 1995: Split-LP (mit Ten Foot Pole)
- 1997: 666 Motor Inn
- 1999: Going Nowhere Fast
- 1999: Songs from the Crypt
- 2000: Fragments and Fractions
- 2002: Unconsciously Confined
- 2005: Taste the Poison
- 2018: Back from Hell